# 葉一
葉一（はいち、1985年3月11日 - ）は、日本の教育者、YouTuber。YouTubeにおいて、小学3年生から高校生に向け授業動画を配信している。

## 概要
教育系YouTuberとして活動しており、教員とも塾講師とも異なる、第三の場所の次世代の教育者として注目されている。
動画では、基本的にテロップや効果音を含む編集は行なっていない。また途中でミスをすれば最初から撮り直す方式で動画制作を行なっている。その撮影手法から、動画の時間は平均10分程度に対して、撮影から投稿までは短くても3時間、長いときは3日費やすこともある。なるべく疑問点を残さない授業を心がけており、内容としては繰り返し見ても飽きないように雑談をしないこと、仕組みなど概念よりも解法を教える、教える学年にあわせ話す速度と言葉遣いを大きく変える、内容に集中してもらうため地味な服装を心がけ結婚指輪も外す、塾講師時代に考案した男女両方に好まれる文字のフォントを用いる、ずれがないよう黒赤青の3色のペンを使って定規で一文字ずつ計りながら綺麗に板書することなどを意識している。

## 経歴

### 生い立ち
1985年3月11日、福岡にて生まれる。父親が金融関係の仕事をしており転勤族だった。福岡県から熊本県、埼玉県へと移り、小学校に就学する頃に群馬県邑楽郡明和村（現：明和町）へ引っ越した。
中学生のときにはいじめを受けていた。葉一には2歳年下の知的障害と発達障害を持った妹がおり、両親は共働きだったため土日は葉一がつきっきりで面倒を見なければならず、所属していた体操部の練習を欠席する必要があった。しかし他の部員たちから「サボっている」と勘違いをされ陰口を言われるようになり、最終的には学年全体から悪口を言われるまでになってしまった。これをきっかけに心に大きな傷を負い、自傷行為に及んだり自殺願望が芽生えてしまったりすることが多々あった。太っていたことをネタにして笑いを取る体育教師がいたことも相俟って、中学校生活は全体的に嫌いであったという。
中学校を卒業し春休みに入ると、学校でのストレスがなくなった影響からか、身長が5cm伸び、体重も12kg近く落ちた。色気づいて髪や眉毛を整えた結果、生まれ変わったように見た目が変わり、それからは自信が持てるようになったという。
群馬県立館林高等学校に進学後、唯一無二の尊敬できる恩師と出会う。新学期早々から「俺はお前らに好かれる気なんかねーから」と言い放つなど第一印象は強烈だったものの、担当していた数学の授業では板書はきれいでわかりやすく、叱るときは叱り、褒めるときは本気で褒めてくれるという、飾ることなく生徒に接するその教師のことを次第に尊敬するようになった。現在の活動であるYouTubeの授業もその恩師が目標となっている。その先生に憧れ、当初は専門学校への進学を志望していたが、高2の終わりに国公立大学を志望するようになった。その先生のアドバイスのもと、東京学芸大学を志望するようになり、勉強ができる友達の勉強法を真似し、そこから自分に合うもののみ残すという方法で勉強スタイルを確立し、自学のみで参考書を定着するまで何回も繰り返すという方法で偏差値を20上げ、東京学芸大学教育学部への合格を果たした。

### 大学進学後
大学にて小学校と中学校の教員免許を取得したものの、教育実習の際に事務作業の多さを見て、自分が思い描いていた子供に精神的フォローをしたいという願望とのギャップを感じ、ストレートに教師になること以外の方法を模索しようと考えたため教師にはならなかった。NPO法人や起業家に付いて社会勉強を進めた。自分自身が一度社会に出る必要があると考え、また子供を精神的にフォローするためにはよりコミュニケーションスキルを高めたいと考え一番キツイ仕事として新卒で教材販売会社に入社し営業の仕事を始めた。家を一軒一軒まわって教材を売り込む仕事で、営業成績は微妙で、嫌がられたり怒られたりと毎日鍛えられた一方、相手に伝わりやすい喋り方や声のトーン、目線の送り方、セールストークなどの仕事スキルを身につけられ、伝えたいことを相手に届けるノウハウも学べるなどYouTubeでの活動に活かせた面も多い。持病が悪化したため教材販売会社は10ヶ月ほどで退職した。その後は塾で働き始め、個別指導の塾講師として埼玉県内で複数の教室を持つようになった。しかし、個別指導塾の月謝は高いため経済的に貧しい子供は塾に行くことができないという現状があり、そのような子供に何かできないかと考え、2012年6月よりYouTubeにて授業動画を投稿し始めた。

### YouTube活動

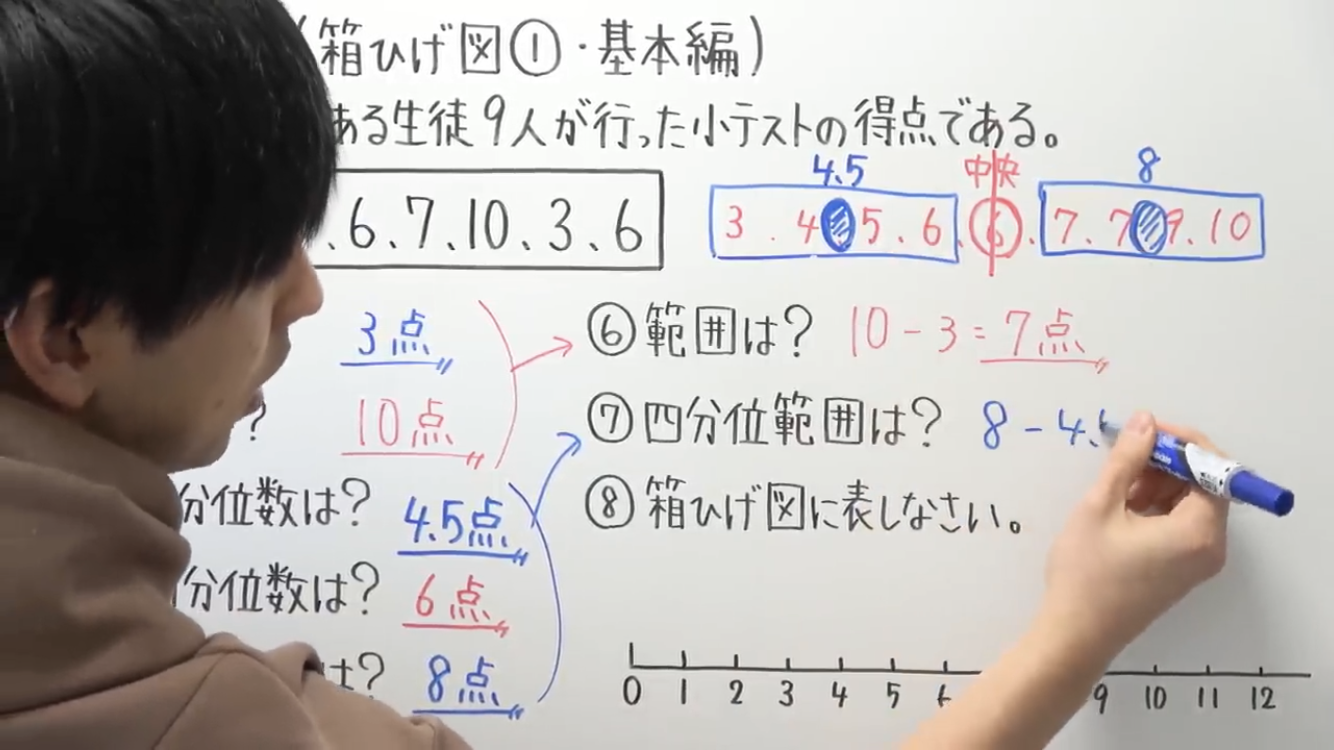
箱ひげ図の解説をする葉一（2021年4月1日）

独立直後に、HIKAKINがブレイクしていると知って、授業の様子を公開したら誰でも見れると気づき、その翌日に初動画を投稿した。最初の7ヶ月は800人程しか視聴者がいなかったが、視聴者がネット上や日常において口コミによってチャンネルの存在を広めることによって視聴者の数も増加していった。中年層以上ではYouTuberに対してあまりいい印象を持っておらず、ネット世代の若い教師の招待で講演で学校に赴いたときには、管理職の先生などからはあまりいい顔をされなかったことが多かった。しかし、YouTubeで勉強というイメージが薄れてきた流れがNHKへの出演などで広い年代に見られるようになり、保護者らもテレビに取り上げられたことで勉強をスマホを使ってできることを知り、親世代にまで認知されつつある。
小学生向けには算数、中学生向けには主要5教科、高校生向けには数学Ⅰ・A、Ⅱ・BとⅢを配信している。また、高校受験対策の授業も配信している。従来日本の教育は、公教育と塾や家庭教師など外部のサポートの主に二種で成り立ってきたが、そこに三種目となる自由に無料で勉強できる「フリーラーニング」を加え、それが当たり前になる世の中を目指しており、YouTubeでの学習を学びの選択肢のひとつとすることを目標としている。。

## 著書
- はいちの楽しくなる数学 とある男が授業をしてみた 中学１年

2016年7月15日、文英堂。ISBN 978-4-578-22131-9
- はいちの楽しくなる数学 とある男が授業をしてみた 中学２年

2016年7月15日、文英堂。ISBN 978-4-578-22132-6
- 一生の武器になる勉強法 合格に導く最強の戦略を身につける！

2019年4月2日、KADOKAWA。ISBN 978-4-04-065514-7
- 塾へ行かなくても成績が超アップ! 自宅学習の強化書

2020年12月16日、フォレスト出版。ISBN 978-4-86680-115-5
- 小学生の子がどんどん勉強するようになる親のすごい声かけ

2021年7月26日、SBクリエイティブ。ISBN 978-4-8156-1084-5

## テレビ出演
- ＃ジューダイ（2019年8月19日、NHK Eテレ）[17]
- 情熱大陸（2020年11月29日、毎日放送、MBSテレビ）[18]
- 東大王（2021年6月30日[19]、8月18日[20]、11月17日[21]、TBS）
- 沼にハマってきいてみた（2021年7月5日[22]、12月6日[23]、NHK Eテレ）
- ノンストップ!（2021年7月16日、フジテレビ）[24]